# زيانو بياتشنتينو
+

زيانو بياتشنتينو (بالإيطالية: Ziano Piacentino)‏ هي بلدية في مقاطعة بياتشنزا في إقليم إميليا رومانيا الإيطالي.

## السكان
في سنة 1861 بلغ عدد السكان 4٬761 نسمة، وتطور العدد ليصل في سنة 2011 لـ 2٬635 نسمة.
يظهر هذا المخطط البياني تطور النمو السكاني لـ زيانو بياتشنتينو